# 올려다 봐 밤의 별을
'올려다 봐 밤의 별을' (見上げてごらん夜の星を)은 일본의 가수 사카모토 규의 1963년의 히트곡. 작사 에이 로쿠스케, 작곡 이즈미 타쿠. 원곡은 1960년에 초연 된 동명 뮤지컬의 극중 주제가. 일본 레코드 대상 작곡상 수상.
사카모토의 대표곡이며, 후에 수많은 아티스트에게 커버되었다.

## 개요
원래는, 1960년에 에이 로쿠스케와 이즈미 타쿠가 제작·공연한 동명 뮤지컬의 극중 주제가이며 다른 코러스 그룹이 노래하고 있었다. 1963년 5월 1일에, 사카모토 규가 토시바 음악 공업 (현: EMI 뮤직 재팬)에서 싱글 레코드로서 발매하고 대히트했다. 편곡자는 시부야 타케시이다.
사카모토는 뮤지컬의 재연과 동명 영화에는 야학생을 주연해, 지방에서 도쿄에 집단취직해 정시제 고교에 다니고 있던 학생들은, 이 명곡에 격려받았다고 한다. 이즈미에 의하면 같은 곡은 레코드로 듣는다는 것보다는 스스로 어딘지 모르게 흥얼거려 버리고 싶어지는 곡이며, 히트에 비해서는 레코드는 별로 팔리지 않았다고 한다. 덧붙여 작곡을 다룬 이즈미 타쿠는 이 악곡으로 제5회 일본 레코드 대상 작곡상을 수상하고 있다.
사카모토는 이 악곡으로 1963년말의 '제14회 NHK 홍백가합전'에 3번째의 출장을 완수해, 시종 눈을 감아 열창했다. 또, 1969년의 '제20회 NHK 홍백가합전'에서도 사카모토에 의해서 이 악곡이 가창되고 있다. 2003년에는 히라이 켄이 이 악곡을 커버해, 최신 기술을 이용한 사카모토의 오리지날 영상과의 편성으로 마치 사카모토와 히라이가 정말로 공동 출연하고 있는 것 같은 PV가 제작되어 동년의 '제54회 NHK 홍백가합전'에서도 히라이와 사카모토의 영상의 듀엣이 피로되었다.
일본항공 123편 추락 사고로 사카모토가 뜻하지 않은 죽음을 이룬 직후의 1985년 8월 21일 방송의 후지텔레비계 '밤의 히트 스튜디오 DELUXE'에서는, 모리 신이치가 사카모토에게의 추도의 뜻을 담고, 당일 가창 예정인 오리지날곡 '토끼'의 가창을 급거 그만두어 이 악곡을 눈물을 흘리며 열창. 그 때에 스튜디오에 있던 출연자·스탭 뿐만 아니라 많은 시청자가 눈물을 자아낸 이 장면은 프로그램 사상에 남는 아주 훌륭한 시가로서 프로그램이 종료한 현재도 아직 이야깃거리가 되고 있다. B'z의 보컬 이나바 히로시는 후년, 프로 뮤지션을 뜻하는에 해당되어 강한 영향을 받은 장면으로서 이 숲에 의한 가창을 들었다. 숲은 이 후도 다른 TV프로에서도 여러 번 피로한 것 외, 자신의 오리지날 앨범에서도 이 악곡을 녹음했다.
2002년, 전국의 천문대가 간 인터넷 조사에서 ' '별'하면 생각나는 노래'라는 질문에서, 디즈니 영화 피노키오의 테마곡 '별에 소원을'에 이어, 이 악곡이 2위로 선택되었다.

## 에피소드
2007년, 와카야마현 해초 진흥국이나 기미노정 마을 만들기 추진 협의회 등은, 관광객 유치를 노려 특수한 포장으로 차가 통과하면 음악이 우는 '멜로디 로드'를, 기미노초 아카기의 국도 370호에 정비했지만, 동 내의 초등중학생의 앙케이트 결과로부터 '올려다 봐 밤의 별을'을 곡으로서 채용했다. 약 320미터를, 도랑의 폭이나 깊이가님모습 없음마모양에 포장해, 제한 속도를 지켜 시속 약 40킬로로 달리면 타이어와의 접촉음이 약 30초간 차 내에서 멜로디와 같이 들리는 구조. 사업비 약 500만엔.
2011년, 동일본 대지진 후, 사카모토 규의 노래가 재해지에서 뮤지션에게 불러지거나 부흥을 향한 CM송에 기용되거나 등 조용한 붐이 되었다. 예를 들어, 사카모토의 아내로 여배우 카시와기 유키코와 딸로 가수 오오시마 하나코와 마이사카 유키코는 이와테 현 카마이시 시에서 열린 미니 컴퓨터 서트로 '위를 향해 걷자'와 '올려다 봐 밤의 별을'을 노래했다. 이 2곡은, 4월 6일부터 약 1개월 간, 음료 회사 산토리 (오사카 시 키타 구)의 CM송에도 기용되었다. 같은 사의 상품 CM에 출연하고 있는 야자와 에이키치, 모토키 마사히로, 미야자와 리에, 나카무라 시도, 다케우치 유코, 코유키, 사카모토 류이치, 호리키타 마키들이 배턴 릴레이 형식에서, 사카모토 규의 '위를 향해 걷자'와 '올려다 봐 밤의 별을'을 노래하는 메시지 광고. 상품의 선전은 일절 없고, 마지막에 곡명과 'SUNTORY'가 작은 로고가 들어간다. 편곡은 야마시타 히로아키. 홍보 담당자에 의하면 '희망의 노래의 배턴 릴레이를 실시하는 것으로, 조금이라도 많은 사람의 기분에 정의 화를 펼쳐도 좋으면'이라는 취지. 각 곡 60초와 30초 버전의 합계 30개 있어, 출연자는 총원 71명에 달하지만, 전원 노 개런티라고 한다. 같은 CM는 CM종합 연구소에 의한 4월 후반의 CM호감도 조사에서 2위, 2011년 상반기의 같은 조사에서는 10위가 되어, 또, 도쿄 아트 디렉터즈 클럽에서 ADC 그랑프리를 획득했다.
2011년, 스튜디오 지브리의 애니메이션 영화 '코쿠리코 언덕에서'에서는 사카모토 규의 '위를 향해 걷자'가 삽입곡과 캐치 카피로서 사용되고 있지만, 각본의 미야자키 하야오는 같은 곡을 별로 좋아하지 않고, 또 영화의 무대가 된 1963년 당시의 대표곡을 사용하고 싶다는 미야자키 고로 감독의 의향으로부터 당초는 '올려다 봐 밤의 별을'을 사용할 예정이었지만, 스즈키 도시오 프로듀서가 '그 무렵의 소년에게 규 씨의 노래는 '위를 향해 걷자' 밖에 없어'라고 변경했다고 한다.
사카모토가 피난이기 때문에 유년시절에 살고 있던 이바라키 현 카사마 시의 일부 (주로 카사마 지구)에서는, 저녁 5시의 시보로서 방재 무선으로부터 이 곡이 흐른다.

## 수록곡
1. 올려다 봐 밤의 별을
  - 작사: 에이 로쿠스케, 작곡: 이즈미 타쿠, 편곡: 시부야 타케시
2. 공부의 챠챠챠
  - 작사: 에이 로쿠스케, 작곡: 이즈미 타쿠, 편곡: 카와구치 신야

## 같이 보기
- 노래하는 고속도로